# كتلة الصحوة الوطنية المستقلة
كتلة الصحوة الوطنية المستقلة هي قائمة انتخابية في مصر تنافس في الانتخابات البرلمانية المصرية لعام 2015 في دائرة الصعيد.